# Halaelurus maculosus
Halaelurus maculosus is een haai uit de familie van de Pentanchidae. De wetenschappelijke naam van de soort werd in 2007 gepubliceerd door White, Last & Stevens.